# Чжао, Алексей Владимирович
Алексей Владимирович Чжао (род. 1959) — российский хирург, заместитель директора ФГБУ «Институт хирургии имени А. В. Вишневского» по научной работе, доктор медицинских наук, профессор.
Руководитель хирургической клиники Европейского Медицинского Центра.

## Биография
Родился  27 января 1959 года в Пекине (КНР). С 1966 по 1976 год обучался в специализированной школе №72, после окончания которой, в 1976 году, поступил во 2-й МОЛГМИ им. Н. В. Пирогова (РГМУ).
В 1982 году окончил институт с отличием.
С 1982 по 1983 год проходил интернатуру по специальности «хирургия» в ГКБ № 15. С 1983 по 1991 год работал хирургом в той же больнице, с 1987 года стал выполнять функции ответственного дежурного хирурга  в ГКБ №15.
В 1991 году без отрыва от работы защитил кандидатскую диссертацию по теме «Комплексное лечение больных с тяжёлыми формами механической желтухи». В 1992 году присвоена первая квалификационная категория.
С 1992 г. работал в должности ассистента кафедры госпитальной хирургии №1 во 2-м Московском медицинском университете.
В 1993 г. прошёл стажировку по хирургии и трансплантации печени в Институте трансплантации Университета города Питтсбург (США) имени профессора Т. E. Starzl.
С мая 1994 г. перешёл на работу в Институт хирургии им. А. В. Вишневского в качестве старшего научного сотрудника в отделение абдоминальной хирургии.
В 1996 г. прошёл стажировку по хирургии и трансплантации печени в клинике абдоминальной и сосудистой хирургии в г. Ганновер (Германия) у проф. Р. Пихльмайера.
В 1997 г. присуждена высшая квалификационная категория по хирургии.
В июне 1999 г. защитил докторскую диссертацию по теме: “Опухоли печени и проксимальных желчных протоков. Диагностика и лечение”.
В апреле 1999 г. основал программу по трансплантации печени на базе НИИ СП им. Н.В. Склифосовского. До  февраля 2011 г. возглавлял Московский городской центр трансплантации печени на базе НИИ СП им. Н.В. Склифосовского.
В 2000 г. прошёл стажировку по хирургии и трансплантации печени в Королевском госпитале в Лондоне (Великобритания) у проф. Н.Хитона.
С 2007 г. по 2011 г. помимо руководства Центром трансплантации печени руководил отделением острых хирургических заболеваний печени и поджелудочной железы в НИИ СП им. Н.В.Склифосовского.
С 2000 г. по 2011 г. в отделении трансплантации печени при непосредственном участии Чжао А.В. было выполнено 178 трупных ортотопических аллотрансплантаций печени, что представляло на тот момент наибольший опыт подобных хирургических вмешательств на территории России и стран СНГ.
В 2002 г. подтвердил высшую квалификационную категорию по хирургии.
В 2004 г. прошёл стажировку на кафедре онкологии ГОУ ВПО ММА им. И.М. Сеченова, после чего ему была присвоена специальность врача-онколога.
Выполняет весь объём оперативных вмешательств на органах брюшной полости, включая расширенные резекции и трансплантацию печени, а также реконструктивные вмешательства при доброкачественных и опухолевых стриктурах внепеченочных желчных путей, панкреатодуоденальные резекции при опухолях гепатопанкреато-билиарной зоны.
С 2005 г. профессор кафедры Госпитальной хирургии Московского классического университета, с 2008 г. профессор  кафедры трансплантологии и искусственных органов МГМСУ.
Лауреат Премии правительства РФ в области науки и техники за 2007 г. «За внедрение трансплантации печени как радикального метода лечения тяжелых заболеваний печени у взрослых и детей - создание нового направления в медицине».
Лауреат Премии  города Москвы за 2010 г. в области медицины.
С 2011 г. Чжао А.В. является  заместителем директора по научной работе ФГБУ «Институт хирургии им. А.В. Вишневского» Министерства здравоохранения Российской Федерации, одновременно он возглавляет работу  отдела абдоминальной хирургии (хирургия печени, желчных путей и поджелудочной железы, хирургическая гастроэнтерология).

## Профессиональная и научная деятельность
Научные интересы находятся в сфере хирургии гепатопанкреатобилиарной области, экстренной хирургии печени и поджелудочной железы, криохирургии, кровесберегающих технологий в хирургии.
Автор более 300 печатных работ, один из авторов монографии «Операции на печени», интерактивного мультимедийного «Атласа хирургической панкреатологии», а также одноимённой монографии. Им написаны главы в «Атлас онкологических операций», «Руководство по гепатологии», «Трансплантация печени».
Под руководством  А.В. Чжао защищено 5 кандидатских диссертаций, 4 докторские диссертации. Автор трех патентов на изобретение по отдаленному  прогнозированию при метастазах колоректального рака в печени.
C 2008 г. является вице-президентом Межрегиональной организации общества трансплантологов (МООТ), заместителем главного редактора журнала «Трансплантология», членом редакционного Совета журналов «Онкохирургия»,  «Вестник трансплантологии», «Доказательная гастроэнтерология». Является членом проблемной комиссии по трансплантации Министерства здравоохранения РФ, а также Государственной Думы РФ.

## Членство в профессиональных организациях
- Член Международной ассоциации хирургов-гепатологов (IHPBA)
- Член Международного хирургического гастроэнтерологического и онкологического общества (IASGO)
- Член Российского общества хирургов им. Н.И. Пирогова
- Член Российской ассоциации хирургов-гепатологов
- Научный советник Американского библиографического института
- Член Международного трансплантологического общества (TTS)
- Член-корреспондент  Российской инженерной академии[3]
- Член-корреспондент Академии инженерных наук им. А.М. Прохорова
- Действительный член (академик) Академии Медико-Технических наук